# 라넌큘러스속

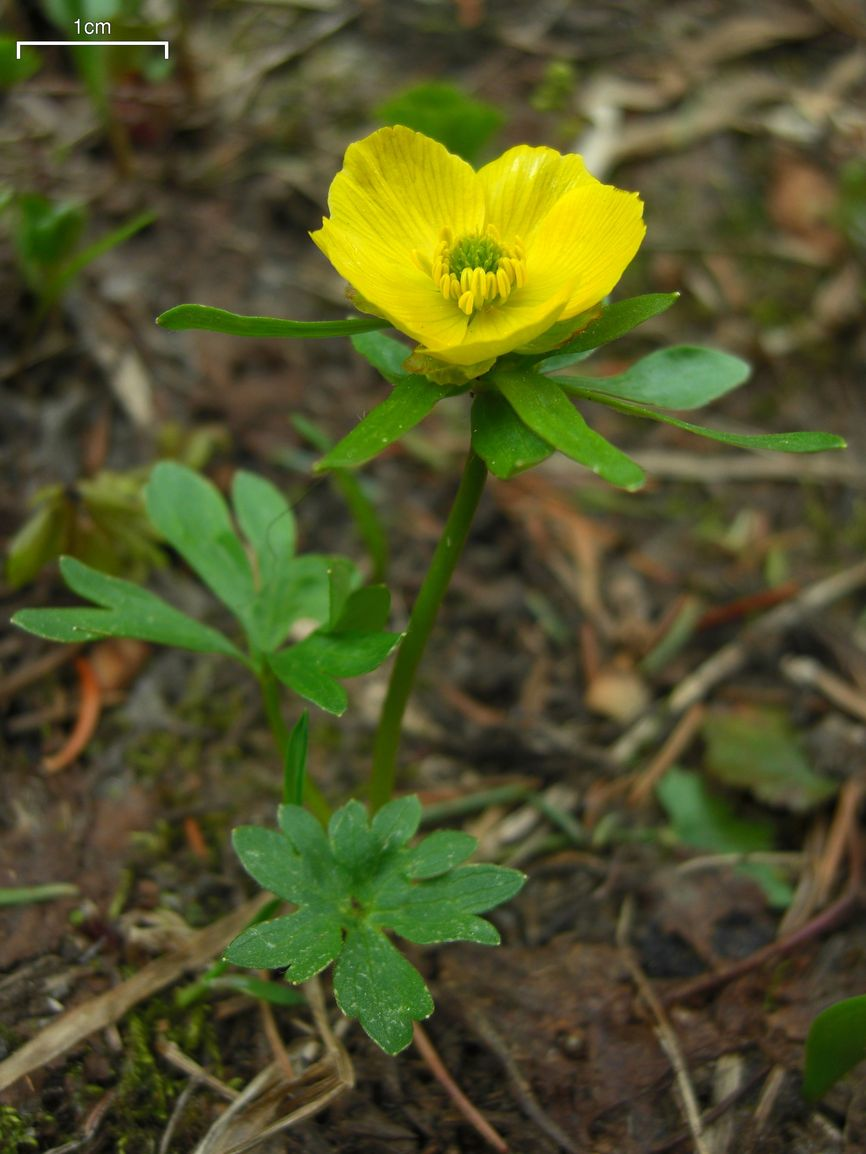

라넌큘러스속(Ranunculus)은 미나리아재비과의 약 600개 속씨식물 종의 큰 속이다. 북유럽 등지에서 기원하였다. 보통 봄에 꽃을 피지만 꽃은 여름, 특히 식물이 정원 작물로 키워질 때 발견되기도 한다. 일부 나비목 종들의 유생의 먹이로 쓰인다.